# Crocidura sokolovi
Crocidura sokolovi é uma espécie de musaranho da família Soricidae. Endêmica do Vietnã.